# قراءة تدريجية

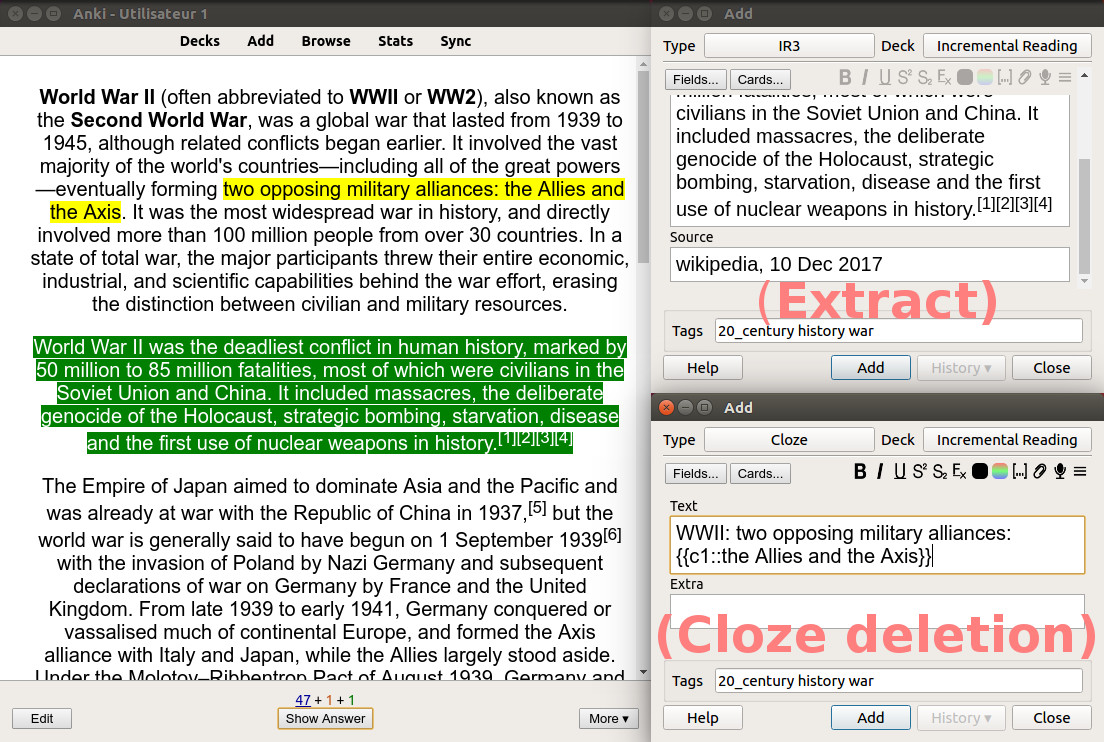
استخدام القراءة المتزايدة مع إضافة Anki : استخراج جزء من مقالة وإنشاء حذف cloze

الدراسة التدريجية هي طريقة تعلم تستخدم لاستذكار المعلومات المكتوبة وتكون مدعومة بالذكاء الاصطناعي، تتضمن هذه الطريقة إنشاء بطاقات تعليمية من المقالات الإلكترونية. «الدراسة التدريجية» تعني «القراءة في أجزاء». إذ أنه بدلاً من القراءة المتواصلة للمقالات واحدة تلو الأخرى، تتم العملية عن طريق الاحتفاظ بقائمة قراءة كبيرة من المقالات أو الكتب الإلكترونية (غالبًا العشرات أو المئات منها) وقراءة أجزاء من عدة مقالات في كل جلسة دراسية حيث يقوم القارئ بترتيب المقالات حسب الأولوية. أثناء القراءة، يتم تبسيط النقاط الرئيسية للمقالات وتحويلها إلى بطاقات تعليمية يتم تعلمها ومراجعتها بعد ذلك على مدى فترة زمنية طويلة ضمن خوارزمية التكرار المتباعد.
يعتمد استخدام البطاقات التعليمية في مراحل لاحقة من عملية التعلم على التكرار المتباعد (و هو دراسة الموضوع على مدى عدة فترات زمنية متباعدة) و على تأثير الاختبار (إذ أثبت أن تخصيص وقت دراسي تتم فيه مراجعة المعلومات ومحاولة استذكارها من خلال اختبار الذات من شانه أن يزيد كفاءة تخزين المعلومات في الذاكرة طويلة الأمد). تفيد طريقة الدراسة بالتدرج من يحاول تعلم كمية كبيرة من المعلومات ويسعى لتذكرها لمدة طويلة، خاصة في حال كانت هذه المعلومات من مصادر متعددة.

## التاريخ
غالبًا ما تُنسب هذه الطريقة إلى مطور البرامج البولندي بيوتر فوجنياك (Piotr Wozniak) الذي نفذ طريقة الدراسة بالتدرج بصورتها الأولى عام 1999 خلال عمله مع فريق مطوري SuperMemo 99 (برنامج إلكتروني يستخدم للدراسة)، حيث وفر الأدوات الأساسية للطريقة: قائمة القراءة مرتبة وفق الأولوية، وإمكانية استخراج أجزاء من المقالات وإنشاء عمليات حذف مغلقة (وهو أسلوب لاختبار الذات في المعلومات التي تمت دراستها). ظهر مصطلح «الدراسة بالتدرج» العام التالي مع ظهور SuperMemo 2000 . لاحقًا، عززت برامج SuperMemo الأدوات والتقنيات المستخدمة، مثل عمليات استيراد صفحات الويب، والتعامل مع العدد الكبير من المراجع، وما إلى ذلك.
ظهر دعم محدود للدراسة التدريجية من محرر النصوص إيماكس (Emacs)في عام 2007.
تم نشر إضافة جديدة لآنكي (Anki) تدعم الدراسة التدريجية عام 2011, تدعم هذه الإضافة إصدارات آنكي رقم 2٬0 و 2٬1 وهناك إضافات أخرى متوفرة.
كانت الدراسة بالتدرج هي الأولى من سلسلة من المفاهيم المشابهة التي اخترعها بيوتر فوجنياك (Piotr Wozniak) وتتضمن هذه السلسة: التعلم التصويري الإضافي، والفيديو الإضافي، والصوت الإضافي، ومعالجة البريد التدريجية، وحل المشكلات التدريجي، والكتابة التدريجية. «التعلم التدرجي» هو المصطلح الذي يستخدمه فوجنياك للإشارة إلى تلك المفاهيم ككل.

## الطريقة
عند قراءة مقال إلكتروني، يحدد القارئ أهم الأجزاء (على غرار وضع خط تحتها أو إبرازها في مقالة ورقية) ثم يقوم بتنظيمها تدريجيًا على شكل بطاقات تعليمية. البطاقات التعليمية هي معلومات مقدمة بصورة سؤال وجواب (مما يسهل الاستدعاء النشط للمعلومات في الذاكرة). غالبًا ما تُستخدم عمليات الحذف Cloze في القراءة المتزايدة (و هو حذف جزء من النص ومحاولة اختبار الذات لتحفيز تذكره)، حيث يسهل استخدام هذه الطريقة عند التعامل مع النصوص. يتم ترتيب المقتطفات والبطاقات التعليمية بشكل مستقل عن ترتيب المقالة الأصلية.
مع مرور الوقت وبعد عدة مراجعات للمقال، من المفترض أن يتم تحويل المقالات تدريجيًا إلى ملخصات قصيرة من ثم تحويل الملخصات إلى بطاقات تعليمية. إذا، فإن القراءة المتزايدة هي طريقة لترتيب المعلومات وإعادة صياغتها من مقالات إلكترونية إلى مجموعات من البطاقات التعليمية.
على عكس الملخصات، تتم مراجعة البطاقات التعليمية بطريقة الاسترجاع النشط. وهذا يعني أن مقتطفات مثل «جورج واشنطن كان أول رئيس للولايات المتحدة» يجب تحويلها إلى أسئلة مثل «من كان أول رئيس للولايات المتحدة؟» (الجواب: جورج واشنطن)، أو «من كان جورج واشنطن؟» (الإجابة: أول رئيس للولايات المتحدة)، وما إلى ذلك، أو استخدام عمليات الحذف المغلقة مثل «[فراغ] كان أول رئيس للولايات المتحدة»، «كان جورج واشنطن [فراغ]»، إلخ.
عملية إنشاء البطاقات التعليمية شبه آلية حيث يختار القارئ المواد التي يجب أن يتعلمها ويعدل صياغة الاسئلة، بينما يساعد البرنامج الإلكتروني في ترتيب أولويات المعلومات وعمل البطاقات التعليمية، كما يقوم بالجدولة: فهو يحسب الوقت الأنسب للقارئ لمراجعة معلومات محددة من كل جزء وفقًا لقواعد خوارزمية التكرار المتباعد، هذا يعني أنه تتم عملية مراجعة المعلومات في جلسات دراسية متباعدة بحيث تزداد الفترة بين كل جلسة والتي تليها بزيادة عدد الجلسات.
تتم قراءة المقالات المراد دراستها على شكل أجزاء تتناسب مع مدة التركيز، والتي تعتمد على القارئ نفسه ومزاجه والمقال وما إلى ذلك، ما يساعد على الاستفادة من أعلى قدرة تركيز ممكنة لدى القارئ، وفقًا لبيوتر فوجنياك.
بدون استخدام التكرار المتباعد، حالما سيضيع القارئ بين العدد الكبير من المعلومات خصوصا عند دراسة عدد كبير من المواد والموضوعات في الوقت ذاته. إلا أن التكرار المتباعد يحل هذه المشكلة ويمكن القارئ من حفظ أجزاء المادة المدروسة في ذاكرته.

## وصلات خارجية
- كيفين بوردي، استخدم الدراسة المتدرجة لحفظ مجموعات كبيرة من البيانات (lifehacker.com)